# ツミキ
ツミキ（1997年8月11日 - ）は、日本のボカロP、シンガーソングライター。代表曲は「フォニイ」「リコレクションエンドロウル」「アングレイデイズ」など。2人組ユニット「NOMELON NOLEMON」4人組バンド「Aooo」のメンバーとしても活動している。

## 来歴
1997年生まれ。大阪府で育つ。12歳からフリーソフトを用いての作曲を始める。
2017年12月15日、ニコニコ動画にて「トウキョウダイバアフェイクショウ」を投稿し、ボカロPとしての活動を開始する。本作は初投稿ながら再生数が「殿堂入り（10万再生）」を突破し、大きな注目を集めた。
2019年6月3日、自身初となるライブを開催した。
2021年2月3日、1stフルアルバム『SAKKAC CRAFT』をリリースした。
2021年8月11日、みきまりあと共に「NOMELON NOLEMON（ノーメロンノーレモン）」という名でユニットを結成することを発表。8月13日に、初の楽曲となる「INAZMA」を各プラットフォームにて配信。8月14日に、その曲のミュージックビデオをYouTubeとニコニコ動画にて公開した。
2023年8月24日、石野理子・すりぃ・やまもとひかると共に、新バンド「Aooo（アウー）」を結成。

## 人物
- 活動名の由来は椎名林檎の「積木遊び」[10]。
- 2月3日をツミキの日と称している[11]。
- 身長は177cm、靴のサイズは27.5cm[12]。
- はじめて触れた楽器はエレクトーン[13]。
- 中学生のときは陸上部に所属していた[14]。
- wowakaへのリスペクトを公言している[3]。
- 同じボカロPのsyudou、Ayase、すりぃなどとの親交が深い。
- 使用しているギターは「Fender Japan TL62ALLBLK」である。
- ウインナー、海老、ダース、牛乳しか摂取しないくらいに偏食の4歳離れた弟がいる[15]。

## ディスコグラフィ

### フルアルバム
| 枚 | 発売日       | タイトル     | 収録曲 |
| -- | ------------ | ------------ | --- |
| 1  | 2021年2月3日 | SAKKAC CRAFT | 全9曲 1. トウキョウダイバアフェイクショウ 2. レゾンデイトル・カレイドスコウプ 3. リコレクションエンドロウル 4. ヒウマノイドズヒウマニズム 5. アノニマスファンフアレ 6. トオトロジイダウトフル 7. ニビイロドロウレ 8. アングレイデイズ 9. スイサイ／アンブレラ／ロクガツ／ドライフラワ |

### 配信限定シングル
| 発売日         | タイトル               | レーベル                      |
| -------------- | ---------------------- | ----------------------------- |
| 2022年10月16日 | カルチャ feat.初音ミク | TSUMIKI/CFM                   |
| 2023年4月12日  | shampoo feat.鈴木愛理  | Nippon Television Corporation |
| 2023年9月8日   | シャットダウン・シティ | The Orchard Enterprises       |

## 楽曲提供

### アーティスト
| 発売日         | タイトル                   | アーティスト           |
| -------------- | -------------------------- | ---------------------- |
| 2019年7月28日  | パラレリズム               | Payrin's               |
| 2019年11月1日  | マスカレイダア             | センラ                 |
| 2020年3月4日   | ナンバアナイン             | めいちゃん             |
| 2020年8月26日  | エアフオルクテイル         | Gero                   |
| 2020年11月25日 | ミスティック／マインワルド | Rain Drops             |
| 2021年1月8日   | イドラホリック             | Payrin's               |
| 2021年9月29日  | burnable                   | そらる                 |
| 2022年3月16日  | 麒麟が死ぬ迄               | 宮下遊                 |
| 2022年5月2日   | RingRing                   | ベアードアード         |
| 2022年5月18日  | 赤裸裸                     | Reol                   |
| 2023年10月4日  | GLOW                       | シユイ                 |
| 2023年10月18日 | polar night                | 上坂すみれ             |
| 2023年11月8日  | キティ                     | 25時、ナイトコードで。 |
| 2024年3月20日  | 感情御中 -WANT U LUV IT-   | Reol                   |
| 2024年5月22日  | ハルシネイト               | LiSA                   |
| 2024年8月7日   | ビビデバ                   | 星街すいせい           |
| 2024年8月21日  | チューイン・ディスコ       | 花譜                   |

### タイアップ
| 発売日         | タイトル                             | タイアップ                                                        |
| -------------- | ------------------------------------ | ----------------------------------------------------------------- |
| 2021年10月27日 | ミス・コンダクタ                     | ロールプレイングゲーム『Caligula2 -カリギュラ2-』オリジナルソング |
| 2021年12月3日  | チエルカ／エソテリカ                 | 音楽ゲーム『maimai でらっくす』書き下ろし楽曲                     |
| 2022年10月21日 | トウキョウ・シャンディ・ランデヴ     | テレビアニメ『うる星やつら』第1期 第1クール エンディングテーマ    |
| 2023年12月14日 | インパアフェクシオン・ホワイトガアル | 音楽ゲーム『CHUNITHM SUN』書き下ろし楽曲                          |
| 2024年5月22日  | アイヴイ                             | スマホゲーム『学園アイドルマスター』“月村手毬” キャラクターソング |